# Pavel Ryabokon
Pavel Viktorovich Ryabokon (tiếng Nga: Павел Викторович Рябоконь; sinh ngày 14 tháng 3 năm 1998) là một cầu thủ bóng đá người Nga thi đấu cho F.K. Dynamo-2 Sankt Peterburg.

## Sự nghiệp câu lạc bộ
Anh có màn ra mắt tại Giải bóng đá chuyên nghiệp quốc gia Nga cho F.K. Dynamo-2 Sankt Peterburg vào ngày 7 tháng 4 năm 2018 trong trận đấu với FC Tekstilshchik Ivanovo và scored on his debut.